# Christian Ferdinand Abel
Pour les articles homonymes, voir Abel (homonymie).
Christian Ferdinand Abel (né en juillet ou août 1682 à Hanovre et enterré le 3 avril 1761 à Köthen) est un violoniste, violoncelliste et violiste allemand. 

## Biographie
Christian Ferdinand Abel est le fils du compositeur, violoniste et organiste Clamor Heinrich Abel.
Pendant un certain temps, Christian a servi dans l'armée suédoise de Charles XII pendant l'occupation du nord de l'Allemagne. Il a épousé la suédoise Anna Christina Holm.
Puis il s'est rendu à Berlin, où il était un membre éminent de la Hofkapelle du roi Frédéric Ier de Prusse. Il y est resté jusqu'à sa dissolution par Frédéric-Guillaume en 1713. Avec plusieurs de ses collègues, il est allé à Köthen travailler à la cour comme violoniste et violiste sous la direction Augustin Reinhard Stricker (en). Abel a également travaillé avec le successeur de Stricker, Johann Sebastian Bach. Bach était le parrain de sa fille Sophie-Charlotte née le 6 janvier 1720 à Köthen. Cette même année, Abel et Bach ont accompagné le prince Léopold lors de son voyage à Karlsbad. On croit que Bach composa ses trois sonates pour viole de gambe et clavecin BWV 1027 à 1029 pour Abel afin d'aider Leopold à apprendre à jouer de la viole de gambe.
En 1723, Bach est parti de Köthen après avoir accepté un poste de cantor à l'église Saint-Thomas de Leipzig. Il a laissé ainsi vacant son poste dans l'orchestre. Abel lui a succédé comme Premier-Musicus de la Hofkapelle. Abel a passé le reste de sa vie à Köthen, où il a également été enterré.
Leopold August Abel, le fils aîné né en 1718, était aussi compositeur et violoniste. Karl Friedrich Abel, également fils de Christian Ferdinand, né en 1723 à Köthen, était aussi un compositeur et violiste virtuose connu. Mais il est surtout connu pour avoir fondé les London Bach-Abel concerts en collaboration avec Johann Christian Bach, les premiers concerts par abonnement en Angleterre.

## Source de la traduction
- (de) Cet article est partiellement ou en totalité issu de l’article de Wikipédia en allemand intitulé « Christian Ferdinand Abel » (voir la liste des auteurs).